# Yacolt
Yacolt és una població dels Estats Units a l'estat de Washington. Segons el cens del 2008 tenia 1.213 habitants.

## Demografia
Segons el cens del 2000, Yacolt tenia 1.055 habitants, 319 habitatges, i 256 famílies. La densitat de població era de 798,7 habitants per km².
Dels 319 habitatges en un 54,5% hi vivien nens de menys de 18 anys, en un 63,9% hi vivien parelles casades, en un 11,6% dones solteres, i en un 19,7% no eren unitats familiars. En el 16% dels habitatges hi vivien persones soles el 6,3% de les quals corresponia a persones de 65 anys o més que vivien soles. El nombre mitjà de persones vivint en cada habitatge era de 3,31 i el nombre mitjà de persones que vivien en cada família era de 3,71.
Per edats la població es repartia de la següent manera: un 40,2% tenia menys de 18 anys, un 8,2% entre 18 i 24, un 30,6% entre 25 i 44, un 13,4% de 45 a 60 i un 7,6% 65 anys o més.
L'edat mediana era de 26 anys. Per cada 100 dones de 18 o més anys hi havia 99,7 homes.
La renda mediana per habitatge era de 39.444 $ i la renda mediana per família de 43.438 $. Els homes tenien una renda mediana de 37.500 $ mentre que les dones 24.306 $. La renda per capita de la població era de 12.529 $. Aproximadament el 6,4% de les famílies i el 7,8% de la població estaven per davall del llindar de pobresa.

## Poblacions més properes
El següent diagrama mostra les poblacions més properes.